# Belac
Belac is de afkorting van de Belgische Accreditatie-instelling. Deze instelling valt onder de bevoegdheid van de Belgische Federale Overheidsdienst Economie. Ieder land heeft een dergelijke nationale instelling, waartoe bedrijven en organisaties zich kunnen wenden voor het behalen van accreditaties.
In België was de accreditatiestructuur gebaseerd op de wet van 20 juli 1990, vervangen in 2013 door Boek VIII, Titel 2 van het Wetboek van Economisch Recht. Belac werd opgericht bij de bepalingen van een koninklijk besluit van 31 januari 2006.

## Werking en doelstelling

### Voorbereidend werk
Bedrijven en organisaties kunnen ernaar streven te werken volgens bepaalde nationale of internationale afspraken die zijn vastgelegd in normen. Onder andere de ISO stelt in verschillende bedrijfstakken normen ter beschikking (bijvoorbeeld ISO 17025). De bedrijven kunnen deze aan de hand van deze normen - in België beheerd door het Bureau voor Normalisatie (NBN) - een kwaliteitshandboek uitwerken en zo bindend maken voor het management.

### De audit
Bedrijven die klaar zijn met het uitwerken van een kwaliteitshandboek en/of engagementen kunnen trachten een certificering te halen om het geheel officieel vast te leggen. Hiervoor wordt, in België, Belac gehuurd, die een aantal onafhankelijke personen met kennis ter zake aanstelt om een audit uit te voeren. Na de audit wordt er een beoordeling opgesteld met eventuele tekortkomingen en aanbevelingen tot verbetering. Er zijn verschillende gradaties in deze tekortkoming. Bij grote tekortkomingen wordt er geen accreditatie en certificaat uitgereikt. Bij kleine tekortkomingen krijgt het bedrijf een korte termijn om die tekortkomingen te repareren. Als het bedrijf is geslaagd voor de audit wordt het als geaccrediteerd beschouwd en wordt een certificaat met een vooropgestelde duur uitgegeven. Hierna volgen er op vastgestelde tijdstippen controleaudits, vaak met andere auditors, wat de onafhankelijkheid van de audits bevordert.